# Mimudea imitans
Mimudea imitans là một loài bướm đêm trong họ Crambidae.